# Pomatias
Pomatias ist eine Gattung auf dem Land lebender Schnecken aus der Familie der Landdeckelschnecken (Pomatiidae) in der Ordnung der Sorbeoconcha. Die ältesten Vertreter der Gattung stammen aus dem Oligozän.

## Merkmale
Die konisch-geformten Gehäuse der Vertreter der Gattung Pomatias werden bis 25 mm hoch und bis 17 mm breit. Die Männchen sind im Durchschnitt meist kleiner, die Gehäuse sind etwas schlanker und mit einer schmaleren Mündung versehen. Das Verhältnis von Höhe zu Breite ist bei den Arten der Gattung etwas unterschiedlich. Sie haben 4 bis 6 stark gewölbte Windungen, die durch eine tiefe Naht voneinander abgesetzt sind, und einen eher spitz zulaufenden Gehäuseapex. Meist sind die Spirallinien sehr deutlich und kräftig ausgebildet, die etwas schiefen Radiallinien können ebenfalls sehr kräftig sein und mit den Spirallinien ein retikulates Muster bilden. Die Radiallinien können aber auch deutlicher schwächer als die Spirallinien sein. Die Mündung ist rundlich bis schief-eiförmig mit einem mehr oder weniger winklig zulaufenden oberen Ende. Der Mündungsrand ist nur wenig erweitert, einfach und nicht verdickt. Die Endwindung ist unten gerundet und eng genabelt.
Die Gehäuse sind meist gelblichbraun bis rötlich braun, oft mit einem weißen Flammenmuster. Das im Wesentlichen plane Operculum ist verkalkt, hat einige engere Innenwindungen und eine große Endwindung sowie eine leichte Spitze oder Ecke, die in das winklige obere Ende der Gehäusemündung passt. Der Kern des Operkulums (Nucleus) liegt leicht exzentrisch zum Spindelrand hin verlagert.
Das Tier ist relativ groß, der Weichkörper grau-bräunlich mit langen Tentakeln. Die Tiere sind getrenntgeschlechtlich.

## Geographische Verbreitung
Die Arten kommen hauptsächlich im weiteren Bereich des Mittelmeergebietes vor. Im Norden reicht das Verbreitungsgebiet bis nach Südengland, Südirland und Dänemark. In Mitteleuropa sind die Vorkommen sehr zerstreut und auf einige wärmebegünstigte Gebiete beschränkt. Im Osten reicht es bis in den nördlichen Kaukasus, im Süden bis Nordafrika. Ein weiteres Vorkommen befindet sich auf den Kanarischen Inseln.

## Taxonomie
Das Taxon wurde 1789 von Samuel Emanuel Studer in William Coxe gültig vorgeschlagen. Der Name leitet sich aus dem Altgriechischen ὁ πωματίας ab, was als "eine Schnecke, welche ihr Häuschen im Winter mit einem Deckel verschließt" interpretiert wird. Pomatias Studer in Coxe, 1789 ist die Typusgattung der Familie Pomatiidae/Pomatiasidae. Der Stamm ist pomati-, der korrekte Familienname lautet daher Pomatiidae. Der Gattungsname wurde lange Zeit im Sinne von Hartmann, 1821 gebraucht. Dieses Taxon ist ein Synonym von Cochlostoma Jan, 1830. Erst Wilhelm Kobelt schränkte den Begriff auf die ursprüngliche Art ein, bzw. gliederte die anderen Arten in die Gattung Cochlostoma aus. Derzeit sind neun bis zehn rezente und ca. 25 ausgestorbene Arten beschrieben. Russische Autoren unterteilen die Gattung in zwei Untergattungen, Pomatias (Pomatias) und Pomatias (Eichwaldipoma) Starobogatov & Anistratenko, 1991:
- †Pomatias antiquus (Brogniart, 1810), Chattium, Oligozän
- †Pomatias arneggensis Wenz, 1869, Oberes Oligozän
- †Pomatias bisulcatus (Zieten, 1830), Aquitanium, Miozän
- †Pomatias bisulcatoides (Roman, 1907), Pontium, Pliozän
- Pomatias canariensis (d’Orbigny, 1840)
- †Pomatias caravacensis Jodot, 1958
- †Pomatias conicus (Klein, 1853)[5], Tortonium, Sarmatium, Miozän
- †Pomatias consobrinus (Sandberger, 1874), Tortonium, Miozän
- Schöne Landdeckelschnecke (Pomatias elegans)
- †Pomatias gaali Wenz, 1919, Sarmatium, Miozän
- Pomatias glaucus (Sowerby, 1843)
- †Pomatias harmeri Kennard, 1909, Oberes Pliozän
- †Pomatias hemiglyptus (Fontannes, 1884), Chattium, Oligozän
- Pomatias hyrcanus (Martens, 1874)[4]"
- †Pomatias jagici (Brusina, 1892)
- †Pomatias kochi (Gaál, 1910)
- Pomatias laevigatus (Webb & Berthelot 1833)
- Pomatias lanzarotensis (Wollaston 1878)
- †Pomatias mauretanicus (Pallary, 1898), Oberes Pliozän
- Pomatias olivieri (Pfeiffer, 1846)
- †Pomatias olivieri (Charpentier, 1847)(präokkupiert), Pliozän
- Pomatias palmensis (Wollaston, 1878)
- †Pomatias praecurrens (Stefani, 1878), Oberes Pliozän
- Pomatias raricosta (Wollaston, 1878)
- †Pomatias reticulatus (Baily, 1858), Sarmatium, Miozän
- †Pomatias rhinocerontophylus (Sacco, 1886), Oberes Pliozän
- Pomatias rivularis (Eichwald, 1829), Miozän bis rezent[6]
- †Pomatias schrammeni (Andreae, 1902), Sarmatium, Astaracium, Miozän[7]
- †Pomatias subpictus (Sinzow, 1883), Sarmatium, Miozän
- †Pomatias subpyrenaeicus (Noulet, 1854), Tortonium, Miozän
- †Pomatias sulculatus (Paladilhe, 1873), Mittleres Pliozän
- †Pomatias szadeczkyi (Gaál, 1911), Sarmatium, Miozän
- †Pomatias turonicus (Wenz, 1923), Mittleres Miozän
- †Pomatias ulmensis (Miller, 1907), Unteres Oligozän
- †Pomatias vasconensis (Noulet, 1854), Tortonium, Miozän

Die Typusart der Gattung Pomatias Studer in Coxe, 1789 ist die Schöne Landdeckelschnecke (Pomatias elegans).